# Eduardo Medrano Rivas
Eduardo de Medrano y Rivas (Madrid, 15 de julio de 1897 – Barcelona, 13 de febrero de 1941) fue un militar español, sobrino del abogado y político maurista Francisco de Paula Barrera Jurado (1879-1936) y del coronel César Moneo Ranz y cuñado del coronel Melchor Armenta Romero.

## Biografía
El 14 de julio de 1913 ingresó en la Academia de Artillería de Segovia, de la que se licenció unos años después con el grado de teniente.
Destinado a la Región militar catalana, allí entró en contacto con militares partidarios de la República, vinculándose al Partido Republicano Democrático Federal (PRDF). En las elecciones generales de 1931 fue candidato de Extrema Izquierda Republicana Federal por la circunscripción de Barcelona junto al abogado de Antonio Jiménez Jiménez, aunque finalmente no resultó elegido. En 1932 se desvinculó de la formación política y pasó formar parte del Partido Federal de Cataluña. En abril de 1934 se integró en el Partido Sindicalista, partido del que se convertiría en secretario. Fue uno de los pocos militares que apoyó la proclamación del Estado catalán en Barcelona; tras el fracaso de la revuelta, fue detenido y encarcelado durante algún tiempo en una prisión militar. Medrano solicitó su baja del Ejército.
Tras el golpe de Estado de julio de 1936 y el estallido de la Guerra Civil, Medrano Rivas pidió su reingreso en el Ejército y fue reintegrado con su anterior graduación de capitán. Partió hacia el Frente de Aragón integrado en la Columna «Ascaso». Poco después se convirtió en ayudante militar del coronel José Eduardo Villalba Rubio. El 6 de diciembre de 1936 se creó el Ejército Popular de Cataluña, en el cual se integró como comandante de la 3.ª División, con sede en Tarragona. Posteriormente se integró en el Ejército republicano, fue ascendido a mayor de artillería y nombrando comandante de la 33.ª División del Ejército republicano, unidad que mandó hasta marzo de 1938.
Al final de la contienda es capturado por las fuerzas franquistas, juzgado y fusilado en Barcelona el 13 de febrero de 1941.